# ヨハン・ネポムク・ホーフツィンザー

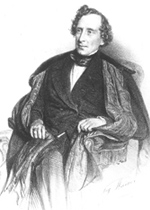
ヨハン・ネポムク・ホーフツィンザー

ヨハン・ネポムク・ホーフツィンザー（Johann Nepomuk Hofzinser, 1806年6月19日 - 1875年3月11日）は、19世紀にオーストリア、ウィーンで活躍した奇術師。本職は、ウィーン市の役人であった。
様々な分野に興味を持ったホフジンザーは、やがて奇術に目覚める。その後、自宅にサロンを構え、オリジナルの奇術を披露した。そうして、セミプロからプロへ転向している。
近代・現代奇術の重要な原理のいくつかは、ホフジンザーの発明によるもので、現在でもマジシャンに使われているものも多い。
また、現象の発明という意味でも功績を残した。
自身は著書を残しておらず、また「道具とメモの廃棄」という遺言のせいで資料は多く残っていない。だが、残されたメモや道具類をまとめた書籍は何冊か出版された。その中で、現象だけを記録した事項は「ホフジンザー・プロブレム Hofzinser's problem」と呼ばれ、多くのマジシャンが「解法」を研究・発表している。